# Episodi di Invincible (prima stagione)
La prima stagione della serie animata Invincible, composta da otto episodi, è stata pubblicata sulla piattaforma di streaming Prime Video dal 26 marzo al 30 aprile 2021.
| nº | Titolo originale                   | Titolo italiano                    | Pubblicazione USA | Pubblicazione Italia |
| -- | ---------------------------------- | ---------------------------------- | ----------------- | -------------------- |
| 1  | It's About Time                    | Era ora                            | 26 marzo 2021     | 26 marzo 2021        |
| 2  | Here Goes Nothing                  | O la va o la spacca                | 26 marzo 2021     | 26 marzo 2021        |
| 3  | Who You Calling Ugly?              | A chi hai detto bruttone?          | 26 marzo 2021     | 26 marzo 2021        |
| 4  | Neil Armstrong, Eat Your Heart Out | Neil Armstrong, mangiati il fegato | 2 aprile 2021     | 2 aprile 2021        |
| 5  | That Actually Hurt                 | Mi ha fatto male                   | 9 aprile 2021     | 9 aprile 2021        |
| 6  | You Look Kinda Dead                | Sembri proprio morto               | 15 aprile 2021    | 16 aprile 2021       |
| 7  | We Need to Talk                    | Dobbiamo parlare                   | 23 aprile 2021    | 23 aprile 2021       |
| 8  | Where I Really Come From           | Da dove vengo davvero              | 30 aprile 2021    | 30 aprile 2021       |

## Era ora
- Titolo originale: It's About Time
- Diretto da: Robert Valley
- Scritto da: Robert Kirkman

### Trama
Durante un attacco alla Casa Bianca, il gruppo di supereroi conosciuti come Guardiani del Globo e Omni-Man sconfiggono i malvagi gemelli Mauler, salvando il presidente. Mark Grayson, figlio di Nolan Grayson ovvero Omni-Man, il supereroe più potente al mondo e facente parte di una razza aliena chiamata Vitrumita, frequenta ancora il liceo e non ha ancora sviluppato i propri poteri.
Un giorno Mark, nel tentativo di difendere la sua compagna Amber, viene messo a tappeto da Todd, il bullo della scuola. Quella sera Mark riesce finalmente a sbloccare i propri poteri e lo racconta ai genitori, Nolan sembra piuttosto incerto sul da farsi ma decide di iniziare ad addestrare il figlio l'indomani inconsapevole che questi aveva cominciato a provare a volare per conto suo con esiti disastrosi. Durante una lezione, Omni-Man colpisce Mark troppo forte, ferendolo sia fisicamente che mentalmente. Per distrarsi Mark sventa una rapina, tuttavia causando danni agli edifici della zona e facendo arrabbiare il padre. Dopo aver avuto una conversazione a cuore aperto con quest'ultimo, i due vanno da Art Rosenbaum, amico e stilista di fiducia di Nolan e di molti altri supereroi. Sarà proprio Art a creare il costume di Mark che da quel momento si farà chiamare Invincible.
Più tardi, i Guardiani del Globo vengono tutti radunati al quartier generale con una falsa chiamata d'emergenza, infatti è tutta una trappola organizzata da Omni-Man stesso che uccide uno ad uno tutti gli eroi. Questi prima di morire combattono arrecando a Nolan diversi danni, facendolo cadere in uno stato di incoscienza subito dopo lo scontro.

## O la va o la spacca
- Titolo originale: Here Goes Nothing
- Diretto da: Paul Furminger
- Scritto da: Simon Racioppa

### Trama
L'agenzia clandestina di difesa globale arriva sul luogo dell'incidente ma non riesce a rianimare i Guardiani, perciò cura Omni-Man nel proprio ospedale segreto, che si trova in uno stato di coma.

Il teen team in una scena del trailer.

Durante lo stato di incoscienza, degli alieni extradimensionali detti "Flaxans" attaccano la terra, così il Teen Team con l'aiuto di Invincible inizia un combattimento con loro, ma quest'ultimo si interrompe di colpo quando i Flaxans invecchiano improvvisamente e per questo motivo si ritirano, cosa che Robot deduce è dovuta a una differenza di dilatazione temporale tra la Terra e la loro dimensione nativa. Il giorno seguente Mark riconosce che Atom Eve, uno dei membri del Team, è la sua compagna di scuola Samantha Eve, così una volta scoperte le proprie identità segrete iniziano a conoscersi e diventare amici. Lo stesso giorno i Flaxans tornano nuovamente sulla terra, stavolta con dei braccialetti tecnologici che fermano il loro invecchiamento, ma Invincible e il Teem Team li distruggono, costringendo i Flaxans a una nuova ritirata. Quest'ultimi tornano una terza volta, ma quando stanno per vincere e per uccidere Invincible vengono fermati da Omni-Man che li costringe a tornare al loro pianeta natale con lui. Dopo aver devastato il loro pianeta in segno di rappresaglia, Omni-Man torna a casa e vede alla tv la notizia sulla morte dei Guardiani.
Mentre Nolan riposa dopo essere stato dimesso dall'ospedale, nello spazio Mark combatte con Allen l'Alieno, durante lo scontro Invincible chiama una pausa per parlare, e apprende che Allen non è un cattivo ma è un membro dell'agenzia e che il loro incontro è frutto di un malinteso, perché Allen aveva confuso la "Terra" per un altro pianeta chiamato "Serra", dove era diretto perché doveva testare e verificare le loro difese. Nel frattempo, il detective dei demoni Damien Darkblood che indaga sulla morte dei Guardiani, teorizza che l'assassino è uno degli otto eroi.

## A chi hai detto bruttone?
- Titolo originale: Who You Calling Ugly?
- Diretto da: Jeff Allen
- Scritto da: Chris Black

### Trama
Dopo il funerale in diretta televisiva, i Grayson partecipano alla cerimonia privata della sepoltura dei Guardiani, qui Darkblood avvicina Nolan in privato, riferendogli i suoi sospetti. Nel frattempo Robot viene incaricato da Cecil di formare un nuovo team di Guardiani, perciò decide di ingaggiare oltre ai membri del Teen Team, Monster Girl, Black Samson e Shrinking Rae. Tuttavia, Eve lascia immediatamente il gruppo dopo aver scoperto che Rex l'aveva tradita con Dupli-Kate il giorno del funerale.
Mark ottiene il numero di telefono di Amber e fissa un appuntamento per studiare, però durante l'incontro viene chiamato da Cecil, che lo informa che deve aiutare Eve a sconfiggere lo scienziato pazzo Doc Seismic, che sta attaccando il Monte Rushmore; al suo ritorno trova Amber che ancora lo aspetta. Nel mentre Rex cerca di scusarsi con Eve, che rifiuta le scuse e si dirige da Mark, ma lo vede mentre si sta baciando con Amber.
Con l'aiuto segreto di Robot, i Gemelli Mauler fuggono dalla prigione, anche se uno di loro viene sacrificato per consentire la fuga dell'altro. Di notte Darkblood si intrufola in casa di Nolan per parlare con Debbie, che scopre che il marito ha omesso dei dettagli sul massacro, mentre lei va a letto sospettando del marito, Nolan percepisce l'aria fredda causata dalla presenza di Darkblood.

## Neil Armstrong, mangiati il fegato
- Titolo originale: Neil Armstrong, Eat Your Heart Out
- Diretto da: Jeff Allen
- Scritto da: Ryan Ottley

### Trama
Arrabbiata e delusa per il fatto che la GDA non abbia ancora catturato l'assassino, Olga, la moglie di Red Rush, chiede aiuto a Debbie per vendere la sua casa, in vista del suo ritorno a Mosca.
Un giorno Cecil dopo aver calcolato male la posizione di arrivo del teletrasporto si ritrova per sbaglio all'interno della casa dei Grayson, perciò Nolan lo attacca di riflesso prima di riconoscerlo, dopo aver chiarito l'accaduto Cecil chiede l'aiuto di Nolan per proteggere la prima missione umana su Marte, ma dopo che quest'ultimo rifiuta, Mark decide di assumersi la responsabilità. Pur atterrando con successo, la disattenzione di Mark consente ai marziani di rapire gli astronauti, ragion per cui Invincible si mette alla loro ricerca, e dopo averli trovati, tenuti prigionieri dall'Imperatore Marziano, li aiuta a fuggire e solleva la loro navicella per la ripartenza, ignaro che uno degli astronauti, Rus Livingston, è stato lasciato indietro e sostituito da un mutaforma marziano.
Nel frattempo mentre Nolan e Debbie si godono una vacanza a Roma, Cecil arresta Darkblood e lo rispedisce nuovamente all'Inferno. Intanto, Mauler, dopo essere evaso di prigione, inizia a clonare se stesso e Robot porta i nuovi Guardiani nel quartier generale, qui di nascosto preleva un campione di DNA a Rex.

## Mi ha fatto male
- Titolo originale: That Actually Hurt
- Diretto da: Jeff Allen
- Scritto da: Christine Lavaf

### Trama
Debbie trova il taccuino di DarkBlood e vede che i suoi appunti corrispondono ai suoi sospetti e in un secondo momento trova anche la tuta di Nolan, che rappresenta la prova inconfutabile degli avvenimenti, in quanto contiene il DNA e il sangue degli ex Guardiani. Nel frattempo Black Samson rimprovera i nuovi Guardiani del Globo per aver combattuto ancora una volta individualmente e aver causato le morti di alcuni civili che si sarebbero potute evitare. Robot in seguito si reca segretamente da Mauler, il quale ha appena clonato un nuovo gemello e chiede a loro aiuto per una clonazione.
Titan, nonostante abbia saldato il proprio debito lavorando e compiendo atti criminali per Machine Head, chiede aiuto a Invincible. Sebbene quest'ultimo sia d'accordo, Nolan dice al figlio che lui si dovrebbe occupare di salvare il mondo e non di questioni del genere, ma Debbie convince il figlio a provarci. A questo punto Titan e Invincible si recano da Machine Head, che però grazie al suo nuovo chip predice l'attacco e assume dei cattivi per la sicurezza, dando inizio a uno scontro, in cui i due vengono brutalmente feriti da Thook, in loro aiuto arrivano perciò i Guardiani, che seppur inizialmente in difficoltà dopo che i loro eroi più forti rimangono feriti, organizzano una rappresaglia coordinata e improvvisa, e Thokk una volta che vede i suoi compagni a terra si ritira attraverso un portale, ciò consente alla GDA di arrestare Machine Head. Dopo che i supereroi feriti, tra cui Mark, vengono portati via dai medici, Titan prende il posto del suo ex-capo, e si pone come obiettivo quello di far rinascere la città e di aiutare i cittadini trascurati dai supereroi.
Intanto Eve dopo aver litigato con i suoi genitori aiuta Amber in una mensa dei poveri, ma se ne va quando Cecil la chiama per informarla delle condizioni di Mark. Altrove, gli scienziati del GDA testano un campione del sangue di Mark trovando però solo cellule invulnerabili a ogni test letale, perché di origine viltrumita.

## Sembri proprio morto
- Titolo originale: You Look Kinda Dead
- Diretto da: Paul Furminger
- Scritto da: Curtis Gwinn

### Trama
Mark dopo sei giorni di incoscienza viene dimesso dall'ospedale della GDA e nonostante i sensi di colpa per le condizioni in cui versano Simons e Amanda, decide di riconciliarsi con Amber. Nel fine settimana entrambi accompagnano William al college Upstate; dove studia il ragazzo di cui è innamorato, Rick Sheridan. Una volta arrivati all'ingresso del college vengono aggrediti da un cyborg, e nella confusione Mark scappa per trasformarsi in Invincible; ma mentre salva William che sta per essere soffocato, quest'ultimo scopre l'identità segreta di Mark.
Dopo la fine dello scontro, Amber accusa il fidanzato di essere fuggito e di averla abbandonata, perciò decide di prendersi una pausa e di andare a una festa organizzata dai ragazzi del college. Nel frattempo Rick, andato a comprare delle birre, viene rapito da uno dei cyborg, così come William una volta che si mette sulle sue tracce. Mark, che in un primo momento aveva deciso di recarsi al party per parlare con Amber, viene interrotto dalla chiamata di William, che lo avverte di essere in pericolo, e così va a salvarlo. Giunto sul posto dove William é tenuto prigioniero, Mark viene aggredito dai cyborg comandati da D.A Sinclair, fino a quando Rick, trasformato in un robot, sentendo le urla di William riesce a ricordarsi del suo passato e perciò aiuta Invincible a liberarsi e a sconfiggere Sinclair. Cecil intanto, giunto sul posto dello scontro, si mostra interessato alla tecnologia di Sinclair, che è riuscita a sopraffare un metà viltrumita.
Lo stesso giorno Debbie fa eseguire a Art Rosenbaum delle analisi sul costume insanguinato di Nolan, che confermano la verità sull'accaduto, ossia che quest'ultimo ha ucciso i Guardiani. Nel frattempo la clonazione commissariata da Robot ai Gemelli Mauler è a metà dell'opera, i due però, temendo che Robot possa tradirli dissotterrano Immortal dalla sua tomba. Intanto su idea di Amber, Eve decide di non iscriversi al college per dedicarsi a tempo pieno ad aiutare le persone con i propri superpoteri.

## Dobbiamo parlare
- Titolo originale: We Need to Talk
- Diretto da: Jeff Allen
- Scritto da: Simon Racioppa

### Trama
Debbie, dopo aver cacciato il marito via di casa, viene trasferita alla sede centrale della GDA da Cecil, che le spiega che lui e il suo team stanno dando la caccia a Nolan; quest'ultimo però resosi conto di essere braccato uccide Donald sotto gli occhi della moglie, che nel mentre lo segue e lo osserva su un teleschermo.
Nel frattempo Rudolph Connors, aka Robot, si reca dai gemelli Mauler per ricevere il suo nuovo corpo, una versione adolescenziale di Rex Splode. Subito dopo lo scambio però questi ultimi vengono traditi da Robot, che li attacca con una macchina gigante, ma lo scontro si interrompe all'improvviso perché Rudolph viene convocato d'urgenza alla sede dei Guardiani, presentandosi tra l'altro ai suoi compagni con la sua nuova identità. I Guardiani, già confusi per il nuovo aspetto di Robot, apprendono da Cecil la verità su Omni-Man, e di conseguenza il destino dei loro predecessori. Intanto Cecil cerca di guadagnare tempo parlando con Nolan, prima di ritirarsi e schierare i cyborg di Sinclair e in ultimo Kaiju, il mostro potenziato che Nolan aveva sconfitto qualche mese prima in Asia. 
Intanto Amber rimane impassibile nei confronti di Mark, rivelando a quest'ultimo di essere a conoscenza della sua identità da supereroe da qualche settimana e rimproverandolo per il fatto di non essersi fidato di lei. Perciò Mark decide di parlare con Eve, che come Amber lo critica per il suo comportamento da egoista. Nonostante ciò i due partono per una missione, ma lungo la strada intercettano Nolan che lotta con Kaiju, e Mark senza pensarci due volte corre in soccorso del padre, invece Eve viene contattata da Cecil che le dice di abbandonare Mark e di raggiungere immediatamente i Guardiani. Durante lo scontro i Mauler rianimano Immortal, che però sfugge al loro controllo volando via in cerca di vendetta nei confronti di Omni-Man, che dopo un lungo scontro uccide nuovamente l'ex Guardiano, sotto gli occhi del figlio e di tutto il mondo.

## Da dove vengo davvero
- Titolo originale: Where I Really Come From
- Diretto da: Jeff Allen
- Scritto da: Robert Kirkman

### Trama
Nolan rivela di essere venuto come infiltrato per indebolire e conquistare la Terra per l'Impero Viltrumita. Mark viene sconfitto senza sforzo da Nolan che lo picchia brutalmente mentre devasta Chicago uccidendo migliaia di persone. Ma quando Nolan si ricorda dell'infanzia di Mark, non ha il coraggio di ucciderlo e gli chiede cosa gli sarebbe rimasto a distanza di 500 anni. A sentire la risposta del figlio, che dice che avrebbe ancora lui, Nolan realizza per la prima volta quello che ha fatto e si pente immediatamente, provando disgusto per sé stesso e vola via dalla Terra piangendo e rinuncia alla sua missione, azione mai compiuta da un Viltrumita. I Guardiani e Eve si mobilitano per aiutare i soccorsi a Chicago. Più tardi, Cecil falsifica la morte da civile di Nolan prendendo spunto dall'esplosione della casa di fronte alla loro, giustificandola con una fuga di gas, in modo che i diritti d'autore sui suoi libri siano in grado di mantenere finanziariamente Debbie e Mark. Una Debbie devastata va a bere qualcosa con Rosenbaum, anche lui ferito dal tradimento di Nolan.
Dopo due settimane di recupero, Mark e Amber ricominciano la loro relazione, mentre lei e William scoprono che anche Eve è una supereroina. Cecil chiama Mark per qualcosa che si sta avvicinando alla Terra e lui intercetta Allen. Aggiornandolo sugli eventi, Allen si scusa per non aver avvisato Mark dei Viltrumiti. Ma con l'abbandono della Terra di Nolan, Allen avverte che una flotta Viltrumita arriverà sulla Terra, pensando anche che Invincible potrebbe aiutare la Coalizione a fermare l'espansione Viltrumita.